# Anything Goes (ścieżka dźwiękowa)
Anything Goes (pełny tytuł: Songs from the Paramount Picture Anything Goes) – album ze ścieżką dźwiękową z udziałem Binga Crosby’ego, Donalda O’Connora, Mitzi Gaynor oraz Zizi Jeanmaire z filmu o tej samej nazwie (Anything Goes – film z 1956 roku). Joseph J. Lilley był dyrektorem muzycznym ze specjalnymi aranżacjami orkiestrowymi Van Cleave’a. Wszystkie piosenki zostały napisane przez Cole’a Portera, z wyjątkiem trzech dodatkowych piosenek Jimmy’ego Van Heusena (muzyka) i Sammy’ego Cahna (teksty).

## Lista utworów
strona 1
| 1. | „Ya Gotta Give the People Hoke” (Bing Crosby i Donald O’Connor) | 3:15  |
|    |                                                                 |       |
| 2. | „Anything Goes” (Mitzi Gaynor)                                  | 3:47  |
|    |                                                                 |       |
| 3. | „I Get a Kick Out of You” (Zizi Jeanmaire)                      | 4:03  |
|    |                                                                 |       |
| 4. | „You're the Top” (Bing Crosby i Mitzi Gaynor)                   | 2:30  |
|    |                                                                 |       |
| 5. | „Dream Ballet” (Joseph Lilley)                                  | 7:41  |
|    |                                                                 |       |
|    |                                                                 | 21:16 |
|    |                                                                 |       |
strona 2
| 1. | „It's De-Lovely” (Mitzi Gaynor i Donald O’Connor)                                      | 5:49  |
|    |                                                                                        |       |
| 2. | „All Through the Night” (Bing Crosby)                                                  | 2:58  |
|    |                                                                                        |       |
| 3. | „A Second Hand Turban and a Crystal Ball” (Bing Crosby i Donald O’Connor)              | 6:10  |
|    |                                                                                        |       |
| 4. | „You Can Bounce Right Back” (Donald O’Connor)                                          | 4:08  |
|    |                                                                                        |       |
| 5. | „Blow, Gabriel, Blow” (Bing Crosby, Donald O’Connor, Mitzi Gaynor oraz Zizi Jeanmarie) | 4:49  |
|    |                                                                                        |       |
|    |                                                                                        | 23:54 |
|    |                                                                                        |       |